# Banksia sect. Banksia
Banksia sect. Banksia es una de las cuatro secciones de Banksia subgenus Banksia.. Contiene las especies del subgénero Banksia con ganchos rectos o curvos a veces pero no estilos. Estas especies tienen todas las inflorescencias cilíndricas y por lo general presentan una secuencia de abajo hacia arriba de la flor de la antesis. Es una sección ampliamente distribuida,  se presentan en ambas distribuciones costeras al sur oeste y al este del género.
Banksia sect. Banksia se divide en nueve series:
- Salicinae es una de las más primitivas series de Banksia; que contiene 11 especies, todas muy variable;
- Grandes contiene 2 especies cuyas hojas tienen grandes lóbulos triangulares prominentes;
- Banksia contiene 8 especies con hojas lisas o dentadas;
- Crocinae contiene 4 especies con flores lanosas de color naranja;
- Prostratae contiene 6 especies que crecen como arbustos postrados;
- Cyrtostylis  contiene 13 especies con flores inusualmente delgadas;
- Tetragonae contiene 3 especies cuyos picos de flor cuelgan;
- Bauerinae contiene una sola especie Banksia baueri;
- Quercinae contiene 2 especies que difieren de otras especies en la sección por algunas características anatómicas inusuales de sus flores, y su secuencia de arriba hacia abajo de la antesis.